# Irostola dentilinea
Irostola dentilinea är en fjärilsart som beskrevs av Antonius Johannes Theodorus Janse 1964. Irostola dentilinea ingår i släktet Irostola och familjen snigelspinnare. Inga underarter finns listade i Catalogue of Life.